# 神近義邦
神近 義邦（かみちか よしくに 1942年8月21日 - 2020年9月5日）は、日本の実業家。株式会社エコ研究所代表取締役会長。長崎オランダ村・ハウステンボス創業者。

## 来歴
現在の長崎県西海市西彼町出身。長崎県立西彼農業高等学校定時制2年生のときに神近家に養子に行き（旧姓・島田）、高校卒業後、1962年に西彼町役場へ就職。農業指導を担当して実績を上げた。長崎県庁出向（1971年～1972年）後、1973年3月町役場を退職。長崎県庁時代に西彼町内の土地買収を計った東京永田町の料亭「一條」と関係を築く。西彼町の自然休養村事業事務局長に就任した1973年に「一條」の相談役として20万平方メートルの敷地で観光果樹園建設事業に着手した。しかし、「一條」の経営破綻により観光果樹園造成工事費4千万円が未払いとなり、借財の返済のため役所を辞めて上京し、「一條」の専務取締役として経営再建に手腕を発揮した。
「一條」の女将・室谷秀の娘婿・高橋高見が創立したミネベアグループの幹部として働いた。不動産部長として1979年にヨーロッパへ出張時に地中海でクルージングを楽しんだ際に、故郷の大村湾を観光地化するオランダ村の原型となる計画を発想した。その後、自らの観光果樹園を基礎として1980年に開園した長崎バイオパークからほど近い国道202号線沿いの生簀料理店を全面改装する形で、長崎オランダ村を1983年7月22日にオープンさせた。
長崎オランダ村は順調に観光客を集め発展していたが、連休等の多客期に国道202号に大きな交通渋滞を引き起し問題となっていた。乗用車での来園客のための駐車場を探していたオランダ村側に、長崎県は折しも総工費約150億円をかけ造成したものの分譲が進んでいなかった針尾工業団地の利用を打診した。県幹部からの提案に神近は素早く反応、日をおかずして現在のハウステンボスにつながる計画の素案をまとめた。
ハウステンボスは日本興業銀行（興銀）の融資を仰いだ上で計画全般に渡りオランダ本国からも助言指導を受けた。1990年2月着工、2年後の1992年3月25日に第一期オープンを迎えた。建設にあたっての文字通り土壌から全面的に仕立て直した経過はハウステンボスで詳説している。
初年度から佐世保市内はもちろん九州でも最大級の集客実績を上げた。前述の建設時のこだわりも一因となった莫大な初期投資（約2,200億円、当初予想の約2倍にまでなった）が負債となってのしかかった。将来的には人口3万人が定住する都市をつくるという構想で作られた別荘になかなか買い手がつかず、また大都市圏から遠く、施設更新も負債の関係からままならずにリピーターの獲得が思うように行かなかった。さらに開業直前のバブル崩壊から続いた景気後退が集客減少を招き、ハウステンボスの経営は次第に悪化した。
2000年6月、神近は興銀に債権放棄を要請、それと引き換えにハウステンボス社長を辞任し、経営から身を引いた。その後ハウステンボスは興銀主導での再建を模索したが、2003年2月に会社更生法の適用を申請するに至った。
ハウステンボス社長退任後、長崎オランダ村跡地に開設された交流施設「ポートホールン長崎」を運営する会社の社長に就任するが、半年ほどで退任した。
2020年9月5日午前7時49分、歯肉がんのため佐世保市内の病院で死去。78歳没。

## 著書
- 「ハウステンボスの挑戦」（講談社、1994年1月、ISBN 4062064073）